# Proporció d'aspecte en geometria
La proporció d'aspecte d'una forma geomètrica és la proporció de les seves mides en dimensions diferents. Per exemple, la proporció d'aspecte d'un rectangle és la proporció del seu costat més llarg respecte al seu costat més curt (proporció amplada-alçada, quan el rectangle és orientat com a "Apaisat".
La proporció d'aspecte és expressada per dos números separats per una coma (x:y). Els valors x i y no representen alçada i amplada reals sinó la relació entre amplada i alçada. Serveixin com a exemple: 8:5, 16:10 i 1.6:1. Aquestes són tres maneres de representar la mateixa proporció d'aspecte.
En objectes de més de dues dimensions, com hiperrectangles, la proporció d'aspecte també pot ser definida com la proporció del costat més llarg al costat més curt.

## Aplicacions i usos
El terme és més comunament utilitzat amb referència a: 6v7
- Imatge / gràfics
  - Proporció d'aspecte de la imatge
  - Proporció d'aspecte de la pantalla: la proporció d'aspecte per pantalles d'ordinador.
  - Mida de paper
  - Mides d'impressió (revelat) fotogràfiques estàndards
  - Formats de pel·lícula i cinematografia
  - Mida d'anunci estàndard
  - Proporció d'aspecte del píxel
  - Fotolitografia: La proporció d'aspecte d'una estructura atacada, o dipositada és la proporció de l'alçada de la seva paret de costat vertical a la seva amplada.
  - HARMST Alta proporció d'aspecte que permet la construcció d'estructures altes sense inclinació
- Codi de pneumàtic
- Mides de pneumàtic
- Proporció d'aspecte de l'ala d'una aeronau o ocell
- Astigmatisme d'una lent òptica
- Dimensions de nano-pilars
- Factor de forma (anàlisi d'imatge i microscòpia)

## Proporcions d'aspecte de formes senzilles

### Rectangles
Per un rectangle, la proporció d'aspecte denota la proporció de l'amplada respecte a l'alçada del rectangle. Un quadrat té la proporció d'aspecte possible més petita: 1:1.
Exemples:
- 4:3 = 1.3: Alguns (no tots) monitors d'ordinador del segle XX (VGA, XGA, etc.), televisió de definició estàndard
- √2:1 = 1.414…: mides de paper Internacional (ISO 216)
- 3:2 = 1.5: Pel·lícula de càmera fotogràfica 35mm, pantalles d'iPhone (fins a iPhone 5).
- 16:10 = 1.6  Generalment utilitzat en pantalles d'ordinador "widescreen" (WXGA)
- Φ:1 = 1.618…: proporció Daurada (o secció àuria), proper a 16:10
- 5:3 = 1.6: Super 16 mm, mida de pel·lícula estàndard a molts països europeus
- 16:9 = 1.7: Televisió "Widescreen"
- 2:1 = 2: Peces de dòmino

### El·lipses
Per una el·lipse, la proporció d'aspecte denota la proporció de l'eix major respecte a l'eix menor. Una el·lipse amb una proporció d'aspecte d'1:1 és un cercle.

## Proporcions d'aspecte de formes generals
En geometria, hi ha diverses definicions alternatives a proporcions d'aspecte de conjunts compactes generals en un espai d-dimensional:
- La Proporció d'Aspecte Diàmetre-Amplada (DWAR) d'un conjunt compacte és la proporció del seu diàmetre respecte a la seva amplada. Un cercle té el DWAR mínim que és 1. Un quadrat té un DWAR d'arrel quadrada(2).
- La Proporció d'Aspecte Cub-Volum (CVAR) d'un conjunt compacte és la d-essima arrel de la proporció del d-volum dels menors eixos-paral·lels encabits dins el d-cub contra el propi d-volum del conjunt. Un quadrat té el CVAR mínim que és 1. Un cercle té un CVAR d'arrel quadrada(2). Un rectangle eixos-paral·lels d'amplada W i alçada  H, on W>H, té un CVAR d'arrel quadrada(W^2/WH) = arrel quadrada(W/H).

Si es donada la dimensió "d", llavors totes les definicions raonables de proporció d'aspecte són equivalents a dins de factors constants.

## Notacions
Proporcions d'aspecte són matemàticament expressats com x:y (pronunciat "x-a-y").
Les proporcions d'aspecte cinematogràfic són normalment denotades com un múltiple decimal (arrodonit) d'amplada vers l'alçada d'unitat, mentre que la fotogràfica i la videogràfica són normalment definides i denotades per proporcions d'un nombre enter d'amplada a alçada. En les imatges digitals hi ha una distinció subtil entre la Proporció d'Aspecte de la Pantalla (la imatge tal com és mostrat) i la Proporció d'Aspecte de l'Emmagatzematge (la proporció de dimensions de píxel); veure Distincions.